# Johann Christoph Grass
Johann Christoph Grass (* 7. September 1639 in Portein; † 20. Dezember 1702 in Präz) war ein Schweizer reformierter Pfarrer.

## Leben
Johann Christoph Grass wurde als Sohn des gleichnamigen Pfarrers am 7. September 1639 in Portein am Heinzenberg im Kanton Graubünden geboren. Über seine frühe Schulausbildung ist nichts bekannt, wahrscheinlich erhielt er den ersten Unterricht bei seinem Vater. Am 29. Mai 1657 nahm man ihn in Thusis die evangelisch-rätische Synode auf. Dem Zeugnis der Synode nach war er seit 1650 am Collegium Carolinum in Zürich und ging sieben Jahre danach an die Universität Basel. Obwohl er jünger als 22 war, wurde er in die Synode aufgenommen, was ihm Probleme beim Finden einer Pfarrstelle bereitete. Zuerst war er nur Gehilfe seines Vaters in Portein. Nach dem Tod des Vaters, übernahm er die Stelle gemeinsam mit seinem Bruder Caspar Grass. Als die Stelle 1670 aufgeteilt wurde, wurde Grass Pfarrer in Präz. Diese Stelle behielt er bis zu seinem Tode am 20. Dezember 1702. Bekanntheit erlangte er durch das Erstellen und Herausgeben eines Gesangbuches in rätoromanischer Sprache.

## Werk
- Ils psalms d'ilg soinc prophet a reg David. Suenter las melodias franzosas cun 4 vuschs da cantar par aedificar la Baselgia da Deus (Zürich 1683)